# Осоје (Пећ)
Осоје (алб. Osojë) је насељено место у општини Пећ, на Косову и Метохији. Према попису становништва из 2011. у насељу је живело 339 становника.

## Историја
Село се налази на високом платоу изнад десне обале Белог Дрима, удаљено 10 км од Пећи. У њему је до краја XX века остало само 7 српских кућа и малено српско гробље. Албанци су то мало српских кућа попалили и опљачкали, а Србе протерали маја месеца 1999. године.

## Становништво
Према попису из 2011. године, Осоје има следећи етнички састав становништва:
| Националност | 2011.        |
| Албанци      | 295 (87,02%) |
| Египћани     | 35 (10,32%)  |
| други        | 9 (2,66%)    |
| Укупно       | 339          |

| Демографија | Демографија | Демографија |
| Година      | Становника  | Становника  |
| ----------- | ----------- | ----------- |
| 1948.       | 26          |             |
| 1953.       | 27          |             |
| 1961.       | 28          |             |
| 1971.       | 37          |             |
| 1981.       | 45          |             |
| 1991.       | 23          |             |
| 2011.       | 339         |             |